# قاع الوسط (بني مطر)

تعديل مصدري - تعديل

قاع الوسط هي إحدى قرى عزلة جبل النبي شعيب بمديرية بني مطر التابعة لمحافظة صنعاء، بلغ تعداد سكانها 82 نسمة حسب تعداد اليمن لعام 2004.